# Emmanuel Adebayor
Sheyi Emmanuel Adebayor (n. 26 februarie 1984, Lomé, Togo) este un fotbalist togolez și nigerian retras din activitate, care a jucat pe post de atacant la echipe ca Tottenham, Manchester City și Arsenal. Pe plan internațional, are prezențe la națională pentru Togo.
Adebayor s-a născut în Togo, din părinți nigerieni. În 2008 a câștigat premiul Fotbalistul african al anului.

## Cariera la club

### FC Metz și AS Monaco
Adebayor și-a început cariera pe gazonul din Lomé al formației Sporting Club de Lomé. A fost descoperit de scouterii clubului francez FC Metz. După ce a fost în probe la Metz, Adebayor s-a alăturat clubului în 1999. În primul său sezon, a jucat 9 partide și a marcat de 2 ori. A debutat în Ligue 1 la data de 17 noiembrie 2001, cu FC Sochaux-Montbéliard. În urma retrogradării celor de la Metz, Adebayor a jucat în sezonul 2002-2003 în Ligue 2, marcând 13 goluri în 34 de meciuri, performanță care a trezit interesul celor de la AS Monaco, care a semnat cu el un contract în 2003. A jucat în nouă din meciurile europene ale monegascilor, urmărind înfrângerea în fața celor de la FC Porto din Finala Ligii Campionilor 2004 de la Gelsenkirchen de pe bancă.

### Arsenal

#### Sezonul 2005–2006
La data de 13 ianuarie 2006, Adebayor a semnat cu Arenal care a plătit o sumă în jurul a 3 milioane de lire sterline. A fost poreclit „Micul Kanu”, dupa fostul jucator al „Tunarilor”, Nwankwo Kanu, pe care Adebayor l-a idolatrizat pe vremea cand era un junior. Pe 4 februarie 2006, Adebayor și-a făcut debutul în Premier League într-un meci cu Birmingham City, marcând după 21 de minute în partida câștigată de Arsenal cu 2-0. Totuși, deoarece jucase pentru AS Monaco in Liga Campionilor, Emmanuel nu a putut sa joace pentru „Tunari” în această competiție, ratând astfel și finala cu FC Barcelona.

#### Sezonul 2006–2007
Adebayor a marcat golul victoriei în meciul cu Manchester United, ajutând-o pe Arsenal să câștige cu 1-0 pe Old Trafford, fiind prima victorie din sezonul 2006-2007. În același meci, Adebayor a obtinut un penalty, dar Gilberto Silva l-a ratat. Pe 8 noiembrie 2006, Emmanuel a marcat unicul gol al meciului care a trimis-o pe Arsenal în sferturile Cupei Ligii împotriva lui Everton.

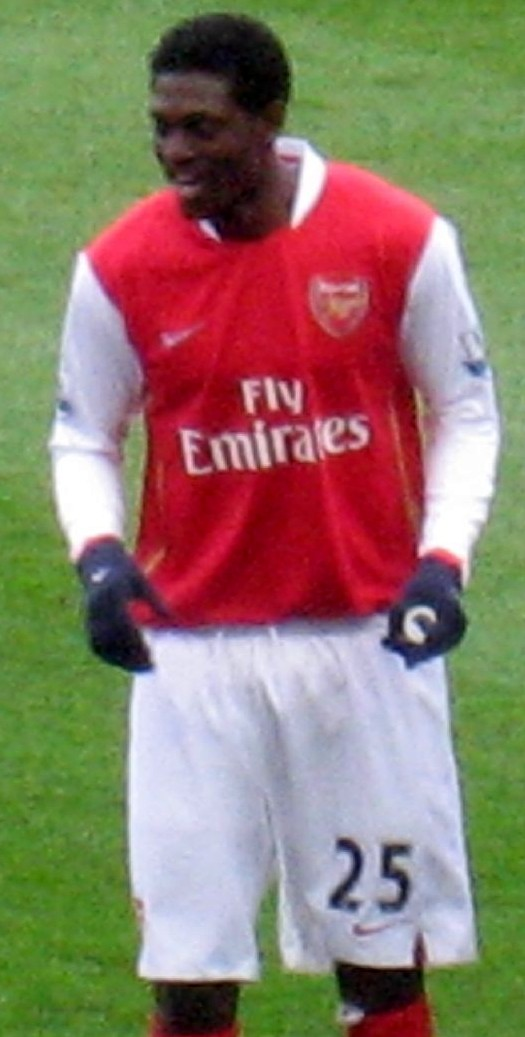
Adebayor la Arsenal

A fost eliminat în finala pierdută cu 2-1 în fața lui Chelsea. A fost eliminat din cauza atriburii unui pumn dat lui Frank Lampard, într-o încăierare între jucătorii celor 2 formații. Comisia de Disciplină din Anglia l-a suspendat pentru următoarele 3 partide și i-a dat o amendă de 7500 de lire sterline, din cauză că nu a parasit terenul în momentul acordării cartonașului. Adebayor și Lampard au negat acuzațiile.

#### Sezonul 2007-2008
După ce a transformat o lovitură de pedeapsă în timpul meciului castigat de Arsenal cu 3-1 în fata lui Portsmouth, cele 2 goluri ale sale au ajutat-o pe Arsenal să câștige în fața lui Tottenham cu scorul 3-1 în primul derby al Londrei din acel sezon. Adebayor a marcat apoi de 3 ori în partida câștigată de tunari cu 5-0 în fața celor de la Derby County pe 22 septembrie 2007, fiind al doilea hat-trick marcat de togolez pentru Arsenal. Pe 22 ianuarie 2008, a fost implicat într-un conflict cu coechipierul său Nicklas Bendtner, togolezul reproșându-i marcarea unui autogol în partida câștigată de Tottenham cu 5-1 în semifinala Cupei Ligii, incident pentru care si-a cerut scuze a doua zi.. Trei zile mai tarziu a marcat cel de-al 100-lea gol pe Emirates in partida castigate de londonezi cu 3-0 in fata lui Newcastle United. A marcat după acesta o serie importantă de goluri, fapt care l-a propulsat pe locul 2 în cursa pentru titlul de golgheter al Premier League, pe care l-a pierdut în fața lui Robin van Persie, care a marcat cu patru goluri mai multe decât el, 20. A fost introdus în „Echipa Anului PFA”.
Al doilea gol al lui Adebayor împotriva lui Tottenham Hotspur de pe White Hart Lane a câștigat titlul de „Golul Sezonului”. Adebayor a terminat pe locul 3 în topul preferințelor fanilor lui Arsenal, in privinta celor mai buni jucători din sezonul 2007-2008.

### Manchester City

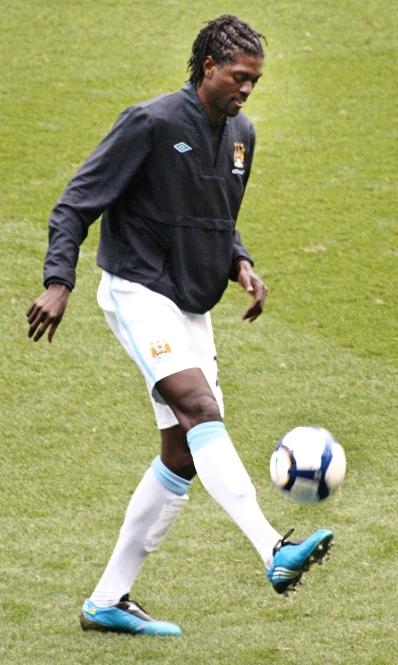
Adebayor in Manchester City colours.

La data de 18 iulie 2009, Adebayor a semnat un contract pe cinci ani cu Manchester City, suma de transfer învârtindu-se în jurul sumei de 25 de milioane £. A marcat la debutul la City cu Blackburn Rovers.

## La națională

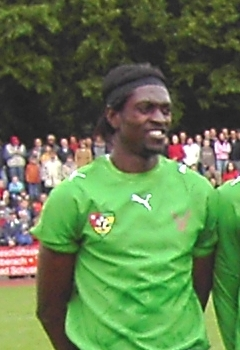
Adebayor jucând pentru Togo în mai 2006

Adebayor a ales să joace pentru Togo, deși putea s-o faca si pentru Nigeria. Adebayor a ajutat naționala togoleză să se califice la Campionatul Mondial din 2006, marcând 11 goluri în preliminarii. A fost nominalizat pentru trofeul Fotbalistul african al anului. A fost chemat la lot pentru ediția din 2006 a Cupei Africii pe Națiuni, nefiind folosit în primul meci datorită unui conflict cu antrenorul. Togo a fost eliminată după ce a pierdut toate cele 3 meciuri, Adebayor fiind sărit din schema bonusurilor pentru calificare. A revenit la națională în septembrie 2007. La 11 octombrie 2008 a marcat patru goluri în victoria cu 6-0 în fața Swazilandului.
La 8 ianuarie 2010, Adebayor a fost unul dintre jucătorii amenințați de teroriști în drumul spre Angola. În urma acestui incident s-a retras temporar, decizie asupra căreia a revenit în noiembrie 2011. A marcat chiar la primul meci de la revenire, cel cu Guineea Bisau, câștigat de ulii cu scorul de 1-0.

### Real Madrid
Pe 25 ianuarie 2011, Adebayor a fost împrumutat la Real Madrid, marcând primul său gol în returul semifinalei de Copa del Rey cu Sevilla desfășurată pe Santiago Bernabéu.
Pe 25 august 2011 semnează un contract cu Tottenham Hotspur.

## Statistici

### Club
La 14 octombrie 2017.
| Club                | Sezon         | Ligă    | Ligă   | Cupă    | Cupă   | Cupa Ligii | Cupa Ligii | Europa  | Europa | Total   | Total  |
| Club                | Sezon         | Meciuri | Goluri | Meciuri | Goluri | Meciuri    | Goluri     | Meciuri | Goluri | Meciuri | Goluri |
| ------------------- | ------------- | ------- | ------ | ------- | ------ | ---------- | ---------- | ------- | ------ | ------- | ------ |
| Metz                | 2001–02       | 10      | 2      | 1       | 0      | 0          | 0          | —       | —      | 11      | 2      |
| Metz                | 2002–03       | 34      | 13     | 2       | 0      | 4          | 2          | —       | —      | 40      | 15     |
| Metz                | Total         | 44      | 15     | 3       | 0      | 4          | 2          | —       | —      | 51      | 17     |
| Monaco              | 2003–04       | 31      | 8      | 4       | 0      | 0          | 0          | 9       | 0      | 44      | 8      |
| Monaco              | 2004–05       | 34      | 9      | 2       | 0      | 4          | 3          | 10      | 2      | 50      | 14     |
| Monaco              | 2005–06       | 13      | 1      | 0       | 0      | 1          | 0          | 7       | 3      | 21      | 4      |
| Monaco              | Total         | 78      | 18     | 6       | 0      | 5          | 3          | 26      | 5      | 115     | 26     |
| Arsenal             | 2005–06       | 13      | 4      | 0       | 0      | 0          | 0          | —       | —      | 13      | 4      |
| Arsenal             | 2006–07       | 29      | 8      | 3       | 2      | 4          | 2          | 8       | 0      | 44      | 12     |
| Arsenal             | 2007–08       | 36      | 24     | 2       | 2      | 1          | 1          | 9       | 3      | 48      | 30     |
| Arsenal             | 2008–09       | 26      | 10     | 2       | 0      | 0          | 0          | 9       | 6      | 37      | 16     |
| Arsenal             | Total         | 104     | 46     | 7       | 4      | 5          | 3          | 26      | 9      | 142     | 62     |
| Manchester City     | 2009–10       | 26      | 14     | 2       | 0      | 3          | 0          | —       | —      | 31      | 14     |
| Manchester City     | 2010–11       | 8       | 1      | 0       | 0      | 0          | 0          | 6       | 4      | 14      | 5      |
| Manchester City     | Total         | 34      | 15     | 2       | 0      | 3          | 0          | 6       | 4      | 45      | 19     |
| Real Madrid         | 2010–11       | 14      | 5      | 2       | 1      | —          | —          | 6       | 2      | 22      | 8      |
| Real Madrid         | Total         | 14      | 5      | 2       | 1      | —          | —          | 6       | 2      | 22      | 8      |
| Tottenham Hotspur   | 2011–12       | 33      | 17     | 4       | 1      | 0          | 0          | 0       | 0      | 37      | 18     |
| Tottenham Hotspur   | 2012–13       | 25      | 5      | 1       | 0      | 0          | 0          | 8       | 3      | 34      | 8      |
| Tottenham Hotspur   | 2013–14       | 21      | 11     | 1       | 0      | 1          | 1          | 2       | 2      | 25      | 14     |
| Tottenham Hotspur   | 2014–15       | 13      | 2      | 1       | 0      | 1          | 0          | 2       | 0      | 17      | 2      |
| Tottenham Hotspur   | Total         | 92      | 35     | 7       | 1      | 2          | 1          | 12      | 5      | 113     | 42     |
| Crystal Palace      | 2015–16       | 12      | 1      | 3       | 0      | —          | —          | —       | —      | 15      | 1      |
| Crystal Palace      | Total         | 12      | 1      | 3       | 0      | —          | —          | —       | —      | 15      | 1      |
| İstanbul Bașakșehir | 2016–17       | 11      | 6      | 5       | 1      | —          | —          | —       | —      | 16      | 7      |
| İstanbul Bașakșehir | 2017–18       | 7       | 3      | 0       | 0      | —          | —          | 5       | 1      | 12      | 4      |
| İstanbul Bașakșehir | Total         | 18      | 9      | 5       | 1      | —          | —          | 5       | 1      | 28      | 11     |
| Total carieră       | Total carieră | 396     | 144    | 35      | 7      | 19         | 9          | 81      | 26     | 531     | 186    |

## Premii
AS Monaco
- 2004: Finalist UEFA Champions League

Arsenal
- 2007: Campion Emirates Cup
- 2007: Campion Amsterdam Tournament
- 2007: Finalist League Cup
- 2008: Campion Amsterdam Tournament

### Individual
- Golul lunii: septembrie 2007
- Golul sezonului: 2007–08
- PFA Echipa anului: 2007–08
- BBC Fotbalistul african al anului: 2007
- Fotbalistul african al anului: 2008
- Super Awards Fotbalistul african al anului: 2008
- Fotbalistul togolez al anului: 2005, 2006, 2007, 2008